# Coupe de la Ligue d'Irlande féminine de football 2018
Navigation
Édition précédente Édition suivante
La 7e coupe de la Ligue d'Irlande féminine de football, connue aussi de par son contrat de sponsoring sous le nom de Continental Tyres Women’s National League Cup se tient entre le 5 mai 2018 et le mois de juillet 2018. Le Cork City Women's FC remet en jeu son titre obtenu en 2017. 
Les huit équipes qui disputent le championnat sont les seules et uniques participantes à la compétition.
Les matchs sont désignés par un tirage au sort. La coupe est remportée par Peamount United, qui bat Wexford Youths Women's AFC en finale par 2 buts à 1. Peamount United décroche ainsi sa troisième victoire dans la compétition.

## Quarts de finale
| Quart de finale 1 | Shelbourne Ladies Football Club | 1-2 | Peamount United |  |
| 5 mai 2018        |                                 |     |                 |  |

| Quart de finale 2 | Cork City Women's Football Club | 1-2 | Wexford Youths Women's AFC |  |
| 6 mai 2018        |                                 |     |                            |  |

| Quart de finale 3 | Galway Women Football Club | 9-0 | Kilkenny United Women's Football Club |  |
| 6 mai 2018        |                            |     |                                       |  |

| Quart de finale 4 | UCD Waves | 2-0 | Limerick Women's Football Club |  |
| 6 mai 2018        |           |     |                                |  |

## Demi-finales
| Demi-finale 1   | Wexford Youths Women's AFC | 2-1 | Galway Women Football Club |  |
| 28 juillet 2018 |                            |     |                            |  |

| Demi-finale 2   | Peamount United | 3-0 | UCD Waves |  |
| 29 juillet 2018 |                 |     |           |  |

## Finale
| Finale            | Wexford Youths Women's AFC | 1-2 | Peamount United |  |
| 15 septembre 2018 |                            |     |                 |  |